# Санфинш (Валенса)
Санфинш (порт. Sanfins) — район (фрегезия) в Португалии, входит в округ Виана-ду-Каштелу. Является составной частью муниципалитета Валенса. По старому административному делению входил в провинцию Минью. Входит в экономико-статистический субрегион Минью-Лима, который входит в Северный регион. Население составляет 154 человека на 2001 год. Занимает площадь 8,50 км².
Покровителем района считается Сан-Фелиш (порт. São Félix).